# Cratichneumon armillatops
Cratichneumon armillatops är en stekelart som beskrevs av Alexandr Rasnitsyn 1981. Cratichneumon armillatops ingår i släktet Cratichneumon och familjen brokparasitsteklar. Inga underarter finns listade i Catalogue of Life.